# Lyrics (코마츠 미호의 음반)
《lyrics》는 코마츠 미호의 러브 발라드 셀렉션 음반이다.

## 내용
- 러브 발라드, 그것다 싱글 커플링곡과 음반 수록곡 한정으로 선곡된 베스트음반이다. 슬리브 케이스 사양으로 되어있다.
- 선곡은 팬으로의 인기가 높은 곡을 중심으로 모아져있다. 게다가 이 음반 때문에 〈My destination...〉과 〈As〉는 새롭게 리믹스를 바꿔서 수록하고 있다.
- 또, 20번째 싱글 〈날개는 없어도〉와, 엣세이집 《이상한 잣대. 》도 이 작품과 동시 발매하고 있다.
- 전작품 중 오리콘 랭크인 차트가 가장 적은 작품이다.

## 수록곡
1. 그냥 곁에 있고 싶어(ただ傍にいたいの)
  - 작사 · 작곡: 코마츠 미호, 편곡: 오가 요시노부

4번째 음반 《코마츠 미호 4 : A thousand feelings》 수록곡.
2. alive
  - 작사 · 작곡: 코마츠 미호, 편곡: 후루이 히로히토

1번째 음반 《수수께끼》 수록곡.
3. 슬픈 사랑(哀しい恋)
  - 작사 · 작곡: 코마츠 미호, 편곡: 오가 요시노부

10번째 싱글 〈당신이 있으니까〉 커플링곡.
4. 비가 내릴 때에(雨が降る度に)
  - 작사 · 작곡: 코마츠 미호, 편곡: 오시로 쿠론, 키타노 마사토

3번째 음반 《코마츠 미호 3rd : everywhere》 수록곡.
5. BOY FRIEND
  - 작사 · 작곡: 코마츠 미호, 편곡: 후루이 히로히토

7번째 싱글 〈이별의 조각〉의 커플링곡.
6. regret
  - 작사 · 작곡: 코마츠 미호, 편곡: 오가 요시노부

4번째 음반 《코마츠 미호 4 : A thousand feelings》 수록곡.
7. 반응이 없는 사랑(手ごたえのない愛)
  - 작사 · 작곡: 코마츠 미호, 편곡: 후루이 히로히토

2번째 음반 《코마츠 미호 2nd : 미래》 수록곡.
8. 우리의 행방(僕らの行方)
  - 작사 · 작곡: 코마츠 미호, 편곡: 오가 요시노부

16번째 싱글 〈dance〉의 커플링곡. 음반 첫 수록.
9. commune with you
  - 작사 · 작곡: 코마츠 미호, 편곡: 오가 요시노부

5번째 음반 《코마츠 미호 5 : source》 수록곡.
10. One Side Love
  - 작사 · 작곡: 코마츠 미호, 편곡: 후루이 히로히토

6번째 싱글 〈얼음 위에 서 있는 것처럼〉의 커플링곡. 음반 첫 수록.
11. glass
  - 작사 · 작곡: 코마츠 미호, 편곡: 오가 요시노부

13번째 싱글 〈머무르지 않는 사랑〉의 커플링곡. 음반 첫 수록.
12. I don't know the truth
  - 작사 · 작곡: 코마츠 미호, 편곡: 오가 요시노부

4번째 음반 《코마츠 미호 4 : A thousand feelings》 수록곡.
13. My destination... (lyrics ver. mix)
  - 작사 · 작곡: 코마츠 미호, 편곡: 이케다 다이스케

8번째 싱글 〈최단거리에사〉의 커플링곡. 음반 첫 수록.
14. 꿈과 현실의 틈새(夢と現実の狭間)
  - 작사 · 작곡: 코마츠 미호, 편곡: 오시로 쿠론

3번째 음반 《코마츠 미호 3rd , everywhere》 수록곡.
15. As (lyrics ver. mix)
  - 작사 · 작곡: 코마츠 미호, 편곡: 하야마 타케시

3번째 음반 《코마츠 미호 3rd : everywhere》 수록곡.